# آندریاس بیرمن
آندریاس بیرمن (انگلیسی: Andreas Biermann; ۱۳ سپتامبر ۱۹۸۰ – ۱۸ ژوئیهٔ ۲۰۱۴) بازیکن فوتبال اهل آلمان بود.
از باشگاه‌هایی که در آن بازی کرده‌است می‌توان به باشگاه فوتبال یونیون برلین، باشگاه فوتبال هرتابرلین، باشگاه فوتبال کمنیتس، و باشگاه فوتبال سن پائولی اشاره کرد.